# Amphicerus lignator
Amphicerus lignator är en skalbaggsart som först beskrevs av Pierre Lesne 1899.  Amphicerus lignator ingår i släktet Amphicerus och familjen kapuschongbaggar. Inga underarter finns listade i Catalogue of Life.